# Russula betularum
Russula betularum é um fungo que pertence ao gênero de cogumelos Russula na ordem Russulales. Seus corpos de frutificação aparecem no verão e início do outono. É comum na Grã-Bretanha, Europa e Escandinávia, e forma micorrizas com bétulas. Muitas vezes, cresce em lugares úmidos em florestas.